# 평양 무궤도전차
평양 무궤도전차는 조선민주주의인민공화국 평양직할시에서 운영되는 무궤도전차이다.

## 그림

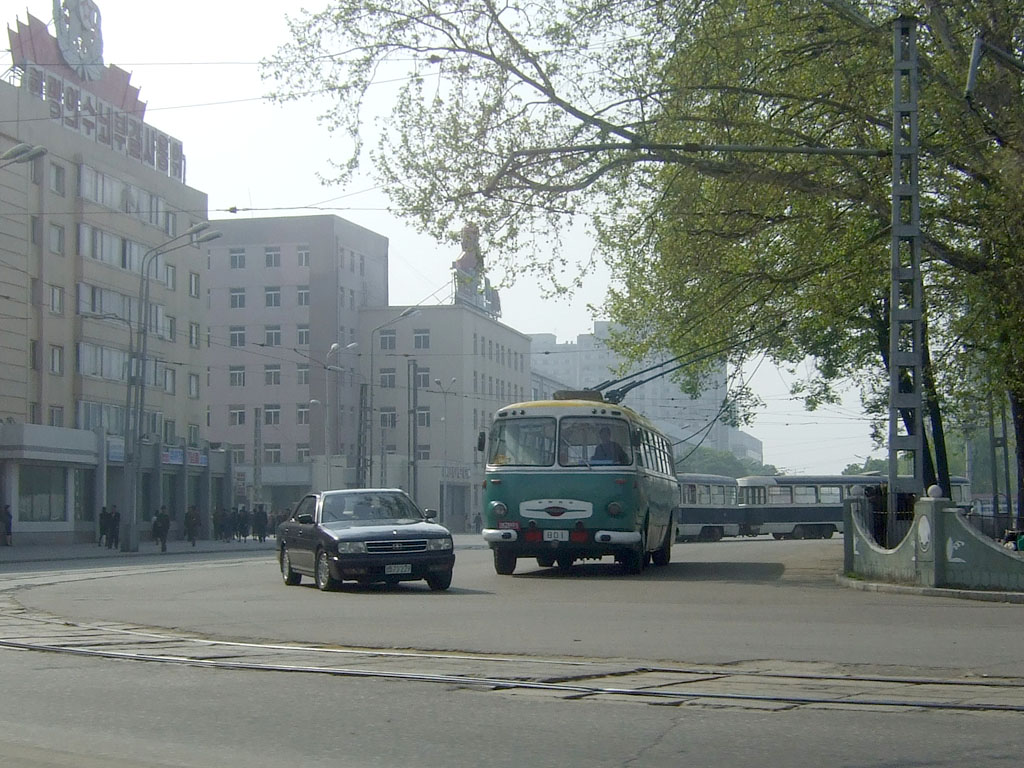
평양역 외부의 트롤리버스
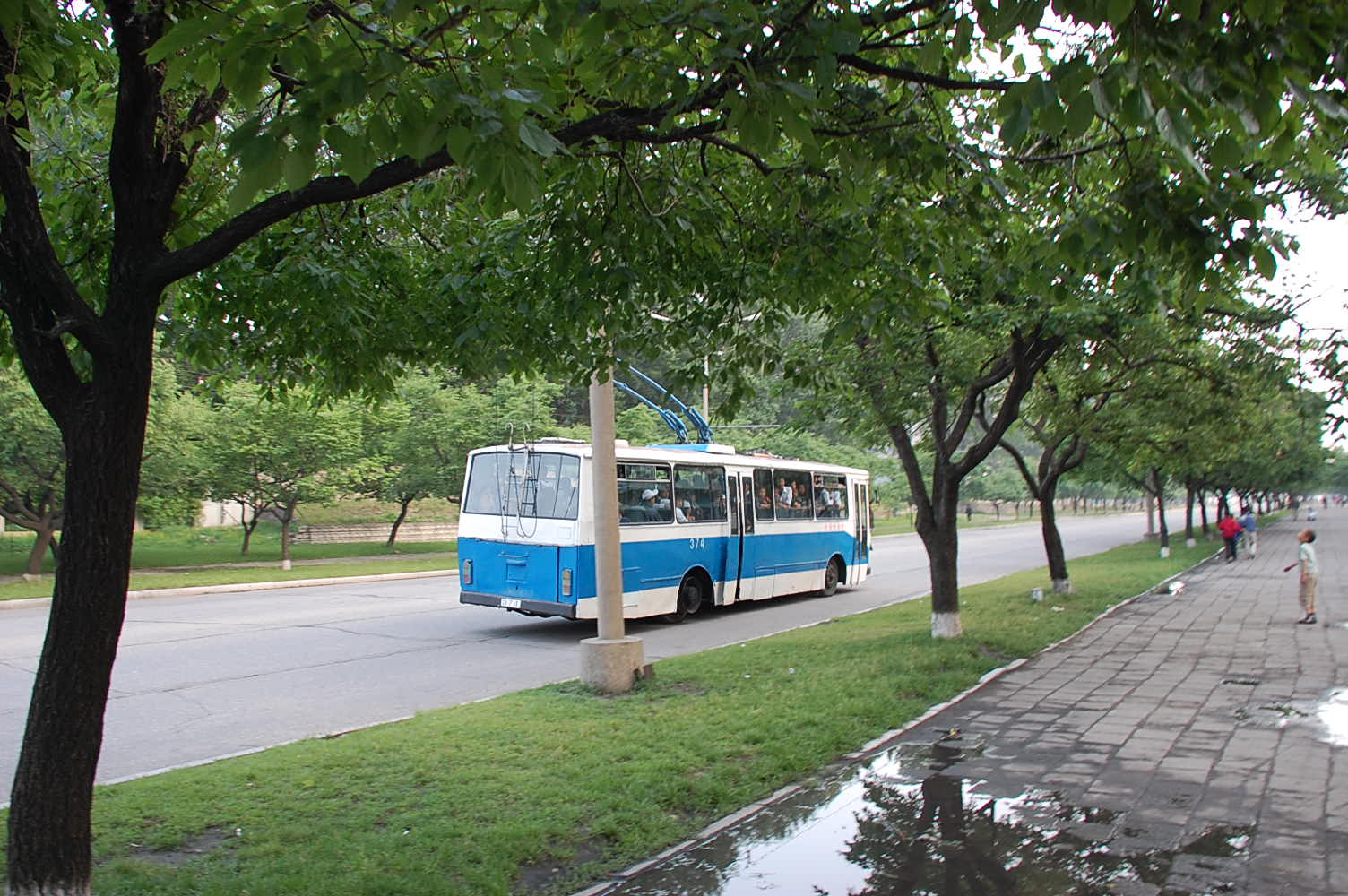
2008년의 평양 트롤리버스
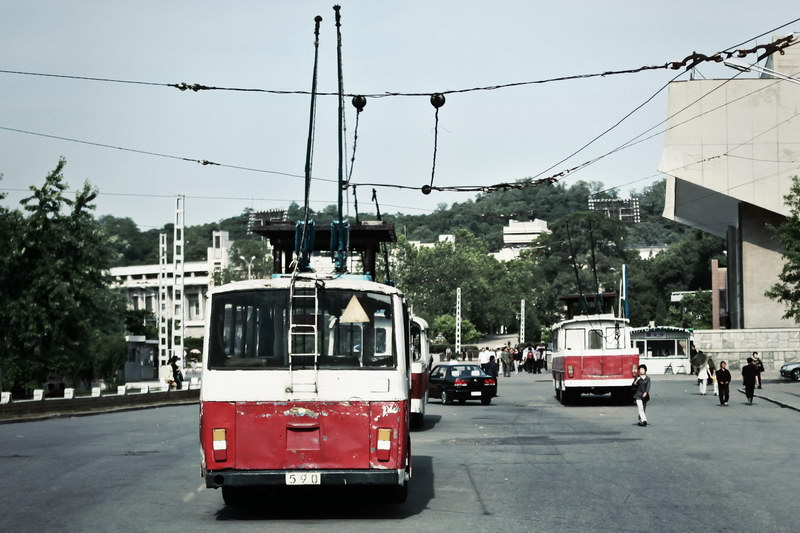

## 무궤도전차 노선
- 1 : 평양역(영광) → 영광거리 → 승리거리 → 김일성광장 → 제1백화점(승리) → 청년공원(통일) → 만수대 → 칠성문거리 → 개선문(개선) → 개선거리 → 베트남거리 → 우의탑 → 지하철박물관(전우, 전승) → 제2병원(붉은별) → 3대혁명전시관 → 련못동
- 2 : 평양역(영광) → 서성거리 → 천리마광장 → 보통문 → 신원거리 → 2-6, 3-6, 8-2 → 문화거리 → 모란봉거리→ 인흥거리 → 2-9, 3-9 → 서평양
- 3 : 화력발전소 → 3-9, 3-2 → 천리마광장 → 보통문 → 신원거리 → 2-6, 3-6, 8-2 → 문화거리 → 모란봉거리 → 인흥거리 → 2-9, 3-9 → 서평양
- 4 : 선교 → 4-2 → 세살림거리 → 4-4 → 4-5 → 4-6 → 송신 → 4-7 → 4-8 → 성신
- 5 : 2백화점 → 1백화점(승리) → 청년공원 → 1백화점(승리) → 김일성광장 → 승리거리 → 옥류교 → 동대원거리 → 산원거리 → 문수
- 6 : 1백화점(승리) → 사동 → 김일성광장 → 승리거리 → 옥류교 → 동대원거리 → 산원거리 → 문수
- 8 : 황금벌 → 2-6, 3-6, 8-2 → 문화거리 → 모란봉거리 → 개선문(개선)
- 9 : 서포 → 룡성
- 10 : 평양역(영광) → 평양역거리 → 대동강안거리 → 미래과학자거리 → 충성교 → 과학기술전당
- 11 : 서평양 → 서포 → 련못동

## 같이 보기
- 평양 궤도전차